# Monza
Monza je grad i općina na rijeci Lambro u sjevernoj Italiji. Nalazi se u regiji Lombardiji odnosno u pokrajini Monza i Brianza čiji je Monza glavni grad. Najpoznatija je po talijanskoj velikoj nagradi Formule 1 na stazi Autodromo Nazionale di Monza.
Monza je treći najveći grad u Lombardiji i najvažniji gospodarski i administrativni centar Bianze.

## Klima
Monza ima tipičnu submediteransku klimu za dolinu rijeke Po s hladnim i kratkim zimama te toplim ljetima. Temperature su jako slične kao i u Milanu, a kreću se od oko 2 °C u najhladnijem mjesecu siječnju, do 23 °C u najtoplijem srpnju. Najviše kiše padne na jesen, dok zimi i ljeti bude najmanje kiša.

## Povijest
Krajem devetnaestog stoljeća nalazi pogrebne urne pokazuju da ljudska prisutnost na ovom području seže barem do brončanog doba kada su ljudi živjeli u naseljima sojenica koja su podigli iznad rijeka i močvara.
Tijekom trećeg stoljeća prije Krista Rimljani su porazili Insubrijce, Gale koji su prešli Alpe i naselili oko Mediolanuma (sada Milano).
Kao drevni glavni grad Lombardije, Monza duguje puno na svojoj važnosti langobardskoj kraljici Teodelindi. 595. godine ona je osnovala katedralu u kojoj se nalazi željezna kruna Lombardije.
U srednjem vijekun Monza je ponekad neovisna, a ponekad je uz Milano i Visconti.

## Znamenitosti
Tijekom svoje povijesti Monza je izdržala trideset dvije opsade, ali Porta d'Agrate je sve što je ostalo od izvornih zidina i utvrda. U blizini se nalazi samostan.
Monza je poznata po svojoj romaničko-gotičkoj katedrali svetog Ivana (Duomo di Monza). 
Povijesni centar također uključuju:
- Crkva Santa Maria in Strada, s bogatim terakota pročeljem iz 1393. godine
- Broletto ili Arengario, palača iz 14. stoljeća
- Crkva San Pietro Martire
- Spomenik Cappella Espiatoria, izgrađen 1900. godine u spomen na ubijenog kralja Umberta I.
- Crkva Santa Maria delle Grazie, iz 15. stoljeća
- Oratorij svetog Grgura, iz 17. stoljeća
- Crkva Santa Maria al Carrobiolo, iz 16. stoljeća

U blizini, kraljevske vile (Vila Reale) koju je prvobitno izgradio Giuseppe Piermarini 1777. za nadvojvodu Ferdinanda Austrijskog nalazi se, na obalama Lambroa, okružen parkom Monza, jednim od najvećih parkova Europe.

## Šport
Monza je najpoznatija po već spomenutoj utrci F1.
Profesionalni nogometni klub je A.C. Monza koji se trenutačno natječe u Serie A, na stadionu Brianteo. Dok se profesionalni odbojkaški klub Acqua Paradiso Gabeca Monza Brianza natječe u odbojkaškoj Serie A.
Monza je 2006. bila domaćin World Cyber Games natjecanja.

## Poznate osobe
- Teodelinda, lombardska kraljica
- Carlo Amati (1776. – 1852.), arhitekt
- Emilio Borsa (1857. – 1931.), slikar
- Gerolamo Gaslini (1877. – 1964.), industrijalist
- Vittorio Brambilla (1937. – 2001.), F1 vozač
- Daniele Massaro (1961.), bivši nogometaš
- Marco Monti (1964.), nogometni trener i bivši nogometaš
- Pierluigi Casiraghi (1969.), bivši nogometaš

## Vanjske poveznice
|  | Zajednički poslužitelj ima stranicu o temi Monza |

- Općina Monza
- Monza Duomo
- AC Monza Brianza  Arhivirana inačica izvorne stranice od 28. rujna 2007. (Wayback Machine)